# 박종하
박종하(朴鍾夏, 1968년 9월 28일 ~ )는 전 KBO 리그 해태 타이거즈의 내야수이다.

## 선수 시절

### 해태 타이거즈시절
1990년에 입단하였다.

## 야구선수 은퇴 후
2012년부터 KIA 타이거즈의 전력분석코치로 활동했다.

## 출신 학교
- 광주중앙초등학교
- 무등중학교
- 광주제일고등학교